# Отава (Сасари)
Отава је насеље у Италији у округу Сасари, региону Сардинија.
Према процени из 2011. у насељу је живело 1923 становника. Насеље се налази на надморској висини од 70 м.